# آسیاب کلات
آسیاب کلات مربوط به دوره صفوی است و در شهرستان گناباد، بخش کاخک، دهستان کاخک، روستای کلات واقع شده و این اثر در تاریخ ۲۷ اسفند ۱۳۸۶ با شمارهٔ ثبت ۲۲۲۹۶ به‌عنوان یکی از آثار ملی ایران به ثبت رسیده است.